# Ракленска афера
Ракленската афера или Лозенградската афера е провал на ВМОРО в Лозенградско от април 1903 година. На 18 април при Каракоч е заловено момче с кримкова пушка и след изтезания посочва едно лице в Коево. Селото е незабавно блокирано и започват масови арести и изтезания в него и околните села, а самото момче е убито. В продължение на месеци са избивани, пребивани и изтезавани стотици души.
Аферата избухва на 26 април. Заловени са повечето от оръжието на смъртните дружини в района. Ръководителят на околийския революционен комитет в Лозенград Никола Кърджиев напуска града уж да събира добитък в Свободна България, а всъщност за да се срещне с Михаил Герджиков за инструкции. На 1 май къщата, дюкяна и хана на Кърджиеви са обискирани, а Атанас Кърджиев е арестуван и е отведен в Лозенградския затвор. Кърджиев е мъчен и пребит почти до смърт, като му помага също арестувания Георги Попниколов от Карахадър. На 24 май е изпратен в Одринския затвор, където е осъден на 15 години строг тъмничен затвор. На 2 август Кърджиев е изпратен в Цариградския затвор. На 16 ноември е върнат в Одрин, съден отново и получава същата присъда. Освободен е при общата амнистия на политическите затворници.